# Kirche Hl. Sava (Milandža)

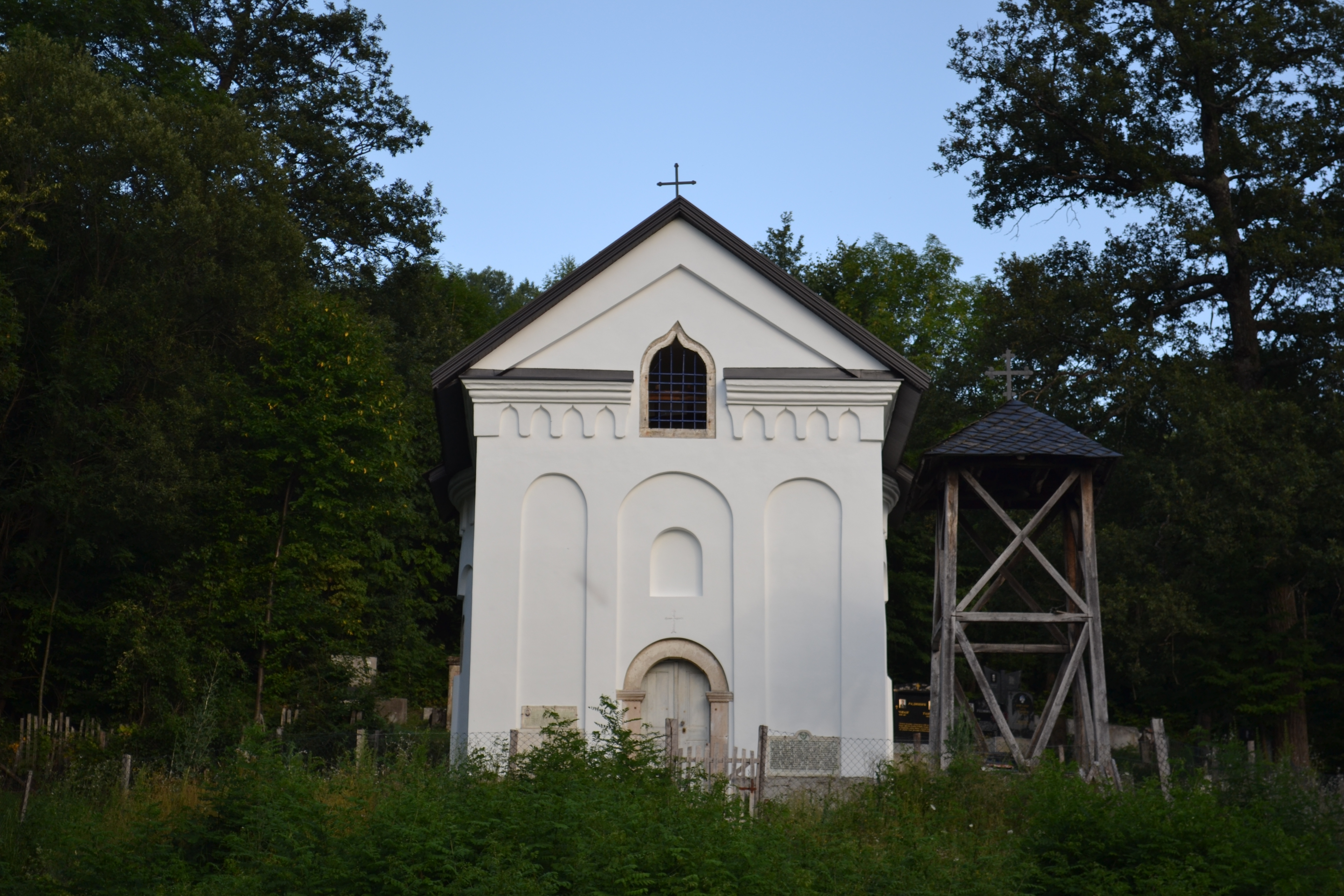
Die Westfassade der Kirche Hl. Sava im Weiler Milandža

Die Kirche Hl. Sava (serbisch: Црква Светог Саве, Crkva Svetog Save) ist eine serbisch-orthodoxe Kirche im zur Opština Ivanjica gehörenden Dorf Opaljenik im Okrug Moravica in Serbien.
Die 1853 erbaute Kirche ist dem serbischen Nationalheiligen, dem ersten Erzbischof und dem Erleuchter des serbischen Volkes, Sava von Serbien geweiht. Sie ist die Pfarrkirche der Pfarrei Milandža im Dekanat Moravica, der Eparchie Žiča der Serbisch-Orthodoxen Kirche.

## Lage
Die Kirche Hl. Sava steht auf einem Hügel umgeben von Wald und Wiesen im Weiler Milandža, des um die 270 Einwohner zählenden Dorfes Opaljenik, etwa 37 km südwestlich der Gemeindehauptstadt Ivanjica entfernt.
Südlich neben der Kirche steht ein kleiner Glockenturm. Hinter und teils neben der Kirche befindet sich der Serbisch-orthodoxe Weilerfriedhof von Milandža.

## Geschichte

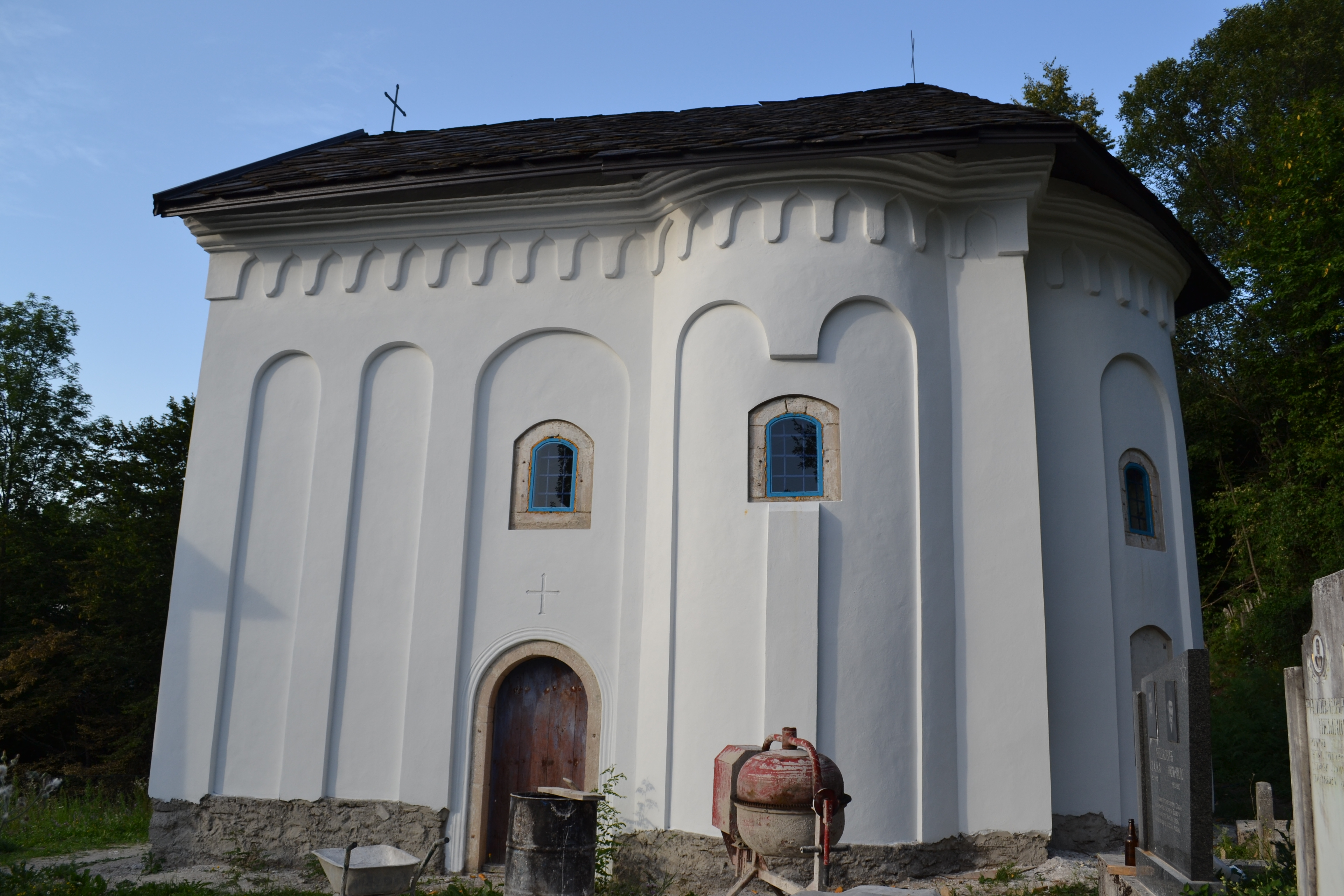
Die Südseite der Kirche

1853 ließ Bischof Joanikije (Nešković), für das Seelenheil seiner Eltern, die Kirche Hl. Sava und die Grundschule in seinem Geburtsort erbauen. Bischof Joanikije (Nešković) (1804–1873) war Bischof der Eparchie Šabac von 1849 bis 1854 und der damaligen Eparchie Užice-Kruševac von 1854 bis 1873.
Im Grundaufbau ist das Gotteshaus eine einschiffige Kirche mit einem halbgerundeten Gewölbe kleinerer Dimension mit einer ausgeprägten Betonung in die Höhe. Sie ist in Form einer Trikonchos konzipiert und erinnert in ihrem Aufbau an die mittelalterliche Morava-Schule, einer Stilrichtung des Serbisch-byzantinischen Baustils.
Die Kirche ist mit Steinplatten bedeckt. Die Außenfassade der Kirche ist mit einem profilierten Dachkranz dekoriert, unter dem sich ein Fries aus Blendarkaden befindet. Sie besitzt sechs Fenster angepasster Größe und drei Türen, jeweils eine an der West-, Nord- und Südseite.
Die Pfarrei Milandža besteht aus den drei Dörfern Opaljenik mit der Kirche Hl. Sava im Weiler Milandža, Kušići mit der Mariä-Entschlafens-Kirche und Bratljevo mit der Christi-Verklärungs-Kirche. Derzeitiger Pfarrpriester ist Zoran Stevlić.

## Belege
- Artikel über die Kirche auf der Seite der Denkmäler der Gemeinde Ivanjica, (serbisch)
- Eintrag über die Pfarrei auf der Seite der Eparchie Žiča, (serbisch)